# Urspårad
Urspårad (danska: Afsporet) är en dansk thrillerfilm från 1942 i regi av Bodil Ipsen och Lau Lauritzen Jr., med manus av Svend Rindom. Filmen är baserad på Karl Schlüters pjäs med samma namn från 1932.

## Handling
Handlingen kretsar kring ett intensivt erotiskt förhållande mellan en välbärgad gift kvinna som lider av minnesförlust och en småtjuv som är inblandad i organiserad brottslighet. Urspårad är Ipsens regidebut och anses vara den första verkliga danska film noiren.

## Rollista
- Illona Wieselmann – Esther Berthelsen
- Ebbe Rode – Janus Jensen
- Poul Reumert – professor Bøgh
- Johannes Meyer – positivhalaren
- Ib Schønberg – greven
- Preben Lerdorff Rye – sjömannen
- Sigrid Horne-Rasmussen – Lotte
- Tove Grandjean – Jenny
- Lise Thomsen – Lillebill